# Темоту
Темоту (англ. Temotu) — наиболее восточная из провинций (единица административно-территориального деления) Соломоновых Островов. Состоит из следующих островов и архипелагов:
- Анута;
- Фатутака;
- острова Дафф;
- острова Санта-Крус;
- острова Риф;
- Тикопиа;
- Тинакула.

Площадь — 895 км², население 21 362 человек (2009). Административный центр — Лата.